# Machimus funebris
Machimus funebris är en tvåvingeart som beskrevs av Oskar Theodor 1980. Machimus funebris ingår i släktet Machimus och familjen rovflugor.
Artens utbredningsområde är Israel. Inga underarter finns listade i Catalogue of Life.